# Герб Французских Южных и Антарктических территорий
Герб Французских Южных и Антарктических территорий был создан в 1950 г. Сюзанной Готье, по поручению администратора территории.
Герб представляет собой щит, разделённый на четыре поля — два лазурных и два золотых. В первом поле изображена кергеленская капуста. Во втором — омар. В третьем — верхняя часть туловища императорского пингвина. В четвёртом — айсберг.
Щит поддерживают два серебряных морских слона. Сверху щита размещён девиз «Французские Южные и Антарктические территории» на французском языке, два якоря и три звезды.

## Символика
Кергеленская капуста представляет архипелаг Кергелен. Омар представляет остров Сен-Поль. Императорский пингвин — землю Адели, район Антарктики, на который претендует Франция. Айсберг представляет ФЮАТ в целом. Острова Эпарсе с 2007 г. входят в состав территорий, однако на гербе они не представлены.